# Фолкландски вълк
Фолкландският вълк (Dusicyon australis) е изчезнал вид бозайник от семейство Кучеви (Canidae). Той е бил единственият местен наземен бозайник на Фолкландските острови. Ендемитът изчезва през 1876 г., след като европейските заселници избиват всички индивиди. Това е първият представител на семейство Кучеви, който изчезва в съвременната история.
Смята се, че най-близък негов родственик е гривестият вълк (Chrysocyon brachyurus) – лисицоподобен южноамерикански вид, от който се отделя преди около 6,7 милиона години. Фолкландският вълк обитава както Западен, така и Източен Фолкланд, но Чарлз Дарвин споделя, че не е сигурен дали не са различни видове. Козината му е светлокафява, а краят на опашката е бял. Не е ясно какви са били хранителните му навици, поради липсата на местни гризачи в архипелага, но вероятно се е хранил с птици, снасящи яйцата си на земята (гъски, пингвини), малки перконоги и насекоми. Съществува хипотеза, че вълците са живели в дупки в земята.
Видът е описан за пръв път през 1690 г., когато мореплавателят Джон Стронг слиза на островите. Той взема качва вълк на кораба си, но докато пътува обратно към Европа, животното се изплашва от изстрелите на корабните оръдия и скача в морето.